# Fußball-Weltmeisterschaft der Frauen 2015/China
Dieser Artikel behandelt die chinesische Fußballnationalmannschaft der Frauen bei der Fußball-Weltmeisterschaft der Frauen 2015 in Kanada. China nahm zum sechsten Mal an der WM-Endrunde teil. Nur bei der letzten Austragung 2011 fehlten die Chinesinnen. Die Mannschaft qualifizierte sich als Dritter der Asienmeisterschaft 2014.

## Qualifikation
China musste sich für die Asienmeisterschaft nicht qualifizieren, sondern war wie Australien, Japan und Südkorea gesetzt.

### Gruppenphase
| Pl. | Land                | Sp. | S | U | N | Tore    | Diff. | Punkte |
| --- | ------------------- | --- | - | - | - | ------- | ----- | ------ |
| 1.  | Südkorea            | 3   | 2 | 1 | 0 | 016:000 | +16   | 07     |
| 2.  | Volksrepublik China | 3   | 2 | 1 | 0 | 010:000 | +10   | 07     |
| 3.  | Thailand            | 3   | 1 | 0 | 2 | 002:120 | −10   | 03     |
| 4.  | Myanmar             | 3   | 0 | 0 | 3 | 001:170 | −16   | 0      |

| 15. Mai 2014 in Ho-Chi-Minh-Stadt |   |          |           |
| China                             | – | Thailand | 7:0 (4:0) |
| 17. Mai 2014 in Ho-Chi-Minh-Stadt |   |          |           |
| China                             | – | Myanmar  | 3:0 (1:0) |
| 19. Mai 2014 in Ho-Chi-Minh-Stadt |   |          |           |
| China                             | – | Südkorea | 0:0       |

Bereits durch den zweiten Platz in der Gruppe war China für die WM qualifiziert.

### Halbfinale
| 22. Mai 2014 | Japan | – | Volksrepublik China | 2:1 n. V. (1:1, 0:0) |

### Spiel um Platz 3
| 25. Mai 2014 | Volksrepublik China | – | Südkorea | 2:1 (1:0) |

Trainer Hao Wei setzte in den fünf Spielen insgesamt 21 Spielerinnen ein, von denen nur Gu Yasha, Wu Haiyan, Xu Yanlu, Yang Li und Zhang Yue in allen Spielen zum Einsatz kamen. Beste Torschützin und zusammen mit der Südkoreanerin Park Eun-sun Torschützenkönigin der Meisterschaft war Yang Li mit sechs Toren.

## Vorbereitung

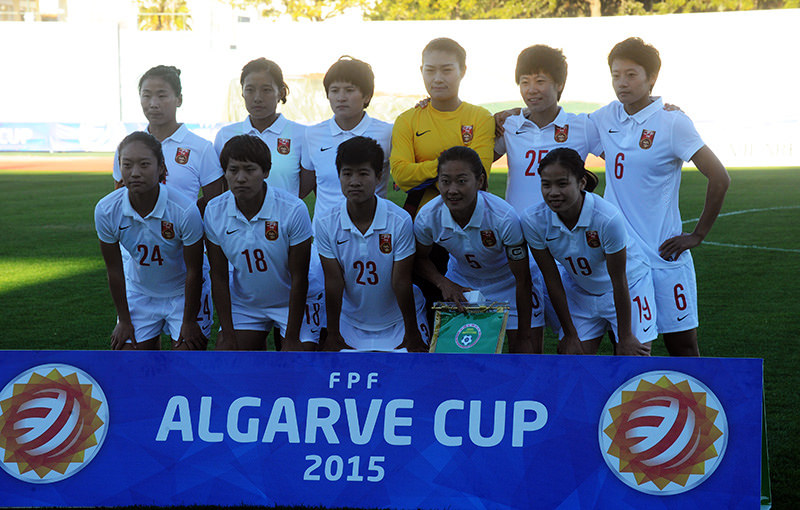
Die chinesische Mannschaft beim Algarve-Cup 2015

Nach der Asienmeisterschaft bestritten die Chinesinnen mehrere Testspiele und nahmen auch an den Asienspielen teil:
- 5. September 2014 in Peking gegen Vietnam: 5:0 (2:0)
- 9. September 2014 in Peking gegen WM-Teilnehmer Thailand: 2:2 (1:1)
- 15. September 2014 bei den Asienspielen in Incheon gegen Weltmeister Japan: 0:0
- 18. September 2014 bei den Asienspielen in Incheon  gegen die Republik China: 4:0 (3:0)
- 22. September 2014 bei den Asienspielen in Incheon  gegen Jordanien: 5:0 (5:0)
- 26. September 2014 Viertelfinale bei den Asienspielen in Ansan gegen Nordkorea: 0:1 (0:0)
- 10. Dezember 2014 beim Brasília-Turnier in Brasília gegen WM-Teilnehmer USA: 1:1 (0:1)
- 14. Dezember 2014 beim Brasília-Turnier in Brasília gegen Argentinien: 6:0 (0:0)
- 18. Dezember 2014 beim Brasília-Turnier in Brasília gegen WM-Teilnehmer Brasilien 1:4 (0:2)
- 20. Dezember 2014 Spiel um Platz 3 beim Brasília-Turnier in Brasília gegen Argentinien: 0:0

Im Januar 2015 war China wieder Gastgeber des  in Shenzhen ausgetragenen Vier-Nationen-Turniers und traf dabei auf drei WM-Teilnehmer:
- 11. Januar gegen Mexiko 0:0
- 13. Januar gegen Südkorea 2:3 (2:1)
- 15. Januar gegen  Kanada 1:2 (1:0)

Im März 2015 nahm die Mannschaft wieder am traditionellen Algarve-Cup teil und traf dabei in der Gruppenphase erneut auf Brasilien (0:0 am 4. März), das erstmals teilnimmt, Europameister und Titelverteidiger Deutschland (0:2 am 6. März) sowie Schweden (0:3 am 9. März). Am 11. März spielte China im Spiel um Platz 11 gegen Gastgeber Portugal und wurde nach einem 3:3 durch ein 7:8 im Elfmeterschießen nur Letzter, womit das schlechteste Abschneiden eines ehemaligen Algarve-Cup-Siegers feststand.
Am 9. April spielte China in Manchester gegen WM-Teilnehmer England und verlor mit 1:2.
Am 22. Mai fand ein Spiel gegen Seattle Reign FC statt, das 1:1 endete.

## Die Mannschaft

### Aufgebot
Der Kader von 23 Spielerinnen (davon drei Torhüterinnen) musste dem FIFA-Generalsekretariat spätestens zehn Werktage vor dem Eröffnungsspiel mitgeteilt werden. Von den nominierten Spielerinnen nahm nur Li Dongna bereits an einer WM teil (2007), kam dabei aber nicht zum Einsatz
| Nummer                | Name                   | Geburtsdatum | Verein                   | Einsätze | Tore | WM 2015 | WM 2015 | WM 2015      | WM 2015          | WM 2015     | WM 2015 |
| Nummer                | Name                   | Geburtsdatum | Verein                   | Einsätze | Tore | Sp.     | Tor     | Gelbe Karten | Gelb-Rote Karten | Rote Karten |         |
| Tor                   | Tor                    | Tor          | Tor                      | Tor      | Tor  | Tor     | Tor     | Tor          | Tor              | Tor         | Tor     |
| --------------------- | ---------------------- | ------------ | ------------------------ | -------- | ---- | ------- | ------- | ------------ | ---------------- | ----------- | ------- |
| 1                     | Zhang Yue (张越)       | 30.09.1990   | Peking Chengjian         | 48       | 0    | 0       | 0       | 0            | 0                | 0           |         |
| 12                    | Wang Fei (王菲)        | 22.03.1990   | 1. FFC Turbine Potsdam   | 57       | 0    | 5       | 0       | 0            | 0                | 0           |         |
| 22                    | Zhao Lina (任桂辛)     | 18.09.1991   | Shanghai Women           | 0        | 0    | 0       | 0       | 0            | 0                | 0           |         |
| Abwehr                |                        |              |                          |          |      |         |         |              |                  |             |         |
| 2                     | Liu Shanshan (劉杉杉)  | 16.03.1992   | Hebei                    | 38       | 0    | 5       | 0       | 0            | 0                | 0           |         |
| 4                     | Li Jiayue (李佳悦)     | 08.06.1990   | Shanghai Women           | 45       | 01   | 0       | 0       | 0            | 0                | 0           |         |
| 5                     | Wu Haiyan (吳海燕)     | 26.02.1993   | Shangdong Huangming      | 55       | 0    | 5       | 0       | 1            | 0                | 0           |         |
| 6                     | Li Dongna (李冬娜)     | 06.12.1988   | Suwon FMC                | 55       | 05   | 5       | 0       | 0            | 0                | 0           |         |
| 9                     | Wang Shanshan (王珊珊) | 27.01.1990   | Tianjin Huisen           | 46       | 02   | 5       | 2       | 0            | 0                | 0           |         |
| Mittelfeld            |                        |              |                          |          |      |         |         |              |                  |             |         |
| 3                     | Pang Fengyue (龐豐月)  | 19.01.1989   | Dalian Shide             | 51       | 07   | 1       | 0       | 0            | 0                | 0           |         |
| 7                     | Xu Yanlu (许燕露)      | 16.09.1991   | Jiangsu Huatai           | 27       | 03   | 0       | 0       | 0            | 0                | 0           |         |
| 8                     | Ma Jun (馬君)          | 06.03.1989   | Daejeon Sportstoto       | 52       | 15   | 1       | 0       | 0            | 0                | 0           |         |
| 11                    | Wang Shuang (王霜)     | 23.01.1995   | Wuhan Jiangda University | 15       | 01   | 4       | 0       | 1            | 0                | 0           |         |
| 13                    | Tang Jiali (唐佳麗)    | 16.03.1995   | Shanghai Women           | 14       | 02   | 4       | 0       | 0            | 0                | 0           |         |
| 15                    | Lei Jiahui (雷佳慧)    | 22.09.1995   | Henan Steel              | 06       | 0    | 0       | 0       | 0            | 0                | 0           |         |
| 18                    | Han Peng (韓鵬)        | 20.12.1989   | Tianjin Huisen           | 57       | 03   | 5       | 0       | 0            | 0                | 0           |         |
| 19                    | Tan Ruyin (譚茹殷)     | 17.07.1994   | Guangdong FC             | 13       | 0    | 5       | 0       | 0            | 0                | 0           |         |
| 20                    | Zhang Rui (張睿)       | 17.01.1989   | Army Club                | 61       | 11   | 1       | 0       | 0            | 0                | 0           |         |
| 21                    | Wang Lisi (王麗思)     | 28.11.1991   | Jiangsu Huatai           | 50       | 06   | 5       | 2       | 0            | 0                | 0           |         |
| 23                    | Ren Guixin (任桂辛)    | 19.12.1988   | Changchun Zhuoyue        | 50       | 05   | 5       | 0       | 0            | 0                | 0           |         |
| Angriff               |                        |              |                          |          |      |         |         |              |                  |             |         |
| 10                    | Li Ying (李影)         | 07.01.1993   | Shandong Huangming       | 10       | 02   | 2       | 0       | 0            | 0                | 0           |         |
| 14                    | Zhao Rong (趙容)       | 02.08.1991   | Peking Baxy              | 19       | 0    | 5       | 0       | 0            | 0                | 0           |         |
| 16                    | Lou Jiahui (娄佳惠)    | 26.05.1991   | Henan Jianye FC          | 49       | 01   | 4       | 0       | 0            | 0                | 0           |         |
| 17                    | Gu Yasha (古雅莎)      | 28.11.1990   | Peking Chengjian         | 89       | 10   | 2       | 0       | 0            | 0                | 0           |         |
| Trainerstab           |                        |              |                          |          |      |         |         |              |                  |             |         |
| Trainer               | Hao Wei (郝伟)         | 27.12.1976   | CFA                      |          |      | 4       |         | 0            | 0                | 1           |         |
| Anmerkungen: 1. 2. 3. |                        |              |                          |          |      |         |         |              |                  |             |         |

## Spiele bei der Weltmeisterschaft
Bei der Auslosung der Gruppen war China nicht gesetzt und wurde der Gruppe A mit Gastgeber Kanada zugelost, gegen den das Eröffnungsspiel bestritten wird.  Weitere Gegner sind Neuseeland und WM-Neuling Niederlande. Gemäß den Platzierungen in der FIFA-Weltrangliste vor der WM, ist dies die ausgeglichenste Gruppe: China liegt auf Platz 16, die Kanadierinnen liegen auf Platz 8, die Niederlande auf Platz 12 und Neuseeland auf Platz 17; Gruppenschnitt = 13,25.
Gegen Kanada gab es zuvor 25 Spiele, wovon 14  gewonnen wurden, fünf remis endeten (mit einer Niederlage im Elfmeterschießen) und sechs verloren wurden.  Im Eröffnungsspiel gegen den Gastgeber hielt China bis in die 90. Minute das 0:0, dann foulte Zhao Rong die kanadische Angreiferin Adriana Leon im eigenen Strafraum. Den fälligen Elfmeter verwandelte Christine Sinclair in der Nachspielzeit zum 1:0 für Kanade. Auch gegen den WM-Neuling Niederlande war die Bilanz von 10 Spielen positiv: 5 Siege, 4 Remis und nur eine Niederlage im zuvor letzten Spiel am 24. August 2011. Auch in diesem Spiel stand es lange 0:0, aber diesmal gelang den Chinesinnen in der Nachspielzeit der 1:0-Siegtreffer. Gegen Neuseeland wurde zuvor 16-mal gespielt mit 13 Siegen und drei Niederlagen. Erstmals trennten sich beide remis: In einem Spiel mit wechselnden Führungen verteidigten die Chinesinnen am Ende das 2:2, wobei der chinesische Trainer Hao Wei in der Nachspielzeit auf die Tribüne verbannt wurde, und zogen damit als Gruppenzweiter in die K.-o.-Runde ein.
Im Achtelfinale trafen die Chinesinnen auf die Überraschungsmannschaft aus Kamerun. China musste dazu wieder zurück nach Edmonton fliegen, wogegen Kamerun schon das letzte Gruppenspiel in Edmonton bestritt. Zuvor gab es kein Spiel gegen die „Lionesses“, aber die Bilanz gegen afrikanische  Mannschaften (Elfenbeinküste, Ghana, Nigeria und Südafrika) war mit 11 Siegen, einem Remis und nur einer Niederlage positiv. China spielte zuletzt 2009 gegen eine afrikanische Mannschaft (5:0 gegen Südafrika), Kamerun dagegen erst einmal gegen eine asiatische Mannschaft, in der Vorrunde gegen Titelverteidiger Japan und verlor dabei nur knapp mit 1:2, war aber in der zweiten Halbzeit die bessere Mannschaft.
Durch den knappen Sieg im Achtelfinale traf die Mannschaft im Viertelfinale am 26. Juni 2015 in Ottawa auf die USA und verlor knapp mit 0:1.

### Gruppenspiele
| Pl. | Land        | Sp. | S | U | N | Tore    | Diff. | Punkte |
| --- | ----------- | --- | - | - | - | ------- | ----- | ------ |
| 1.  | Kanada      | 3   | 1 | 2 | 0 | 002:100 | +1    | 05     |
| 2.  | China       | 3   | 1 | 1 | 1 | 003:300 | ±0    | 04     |
| 3.  | Niederlande | 3   | 1 | 1 | 1 | 002:200 | ±0    | 04     |
| 4.  | Neuseeland  | 3   | 0 | 2 | 1 | 002:300 | −1    | 02     |

| Sa., 6. Juni 2015, in Edmonton  |   |             |           |
| Kanada                          | – | China       | 1:0 (0:0) |
| Do., 11. Juni 2015, in Edmonton |   |             |           |
| China                           | – | Niederlande | 1:0 (0:0) |
| Mo., 15. Juni 2015, in Winnipeg |   |             |           |
| China                           | – | Neuseeland  | 2:2 (1:1) |

### K.-o.-Runde
| Sa., 20. Juni 2015, in Edmonton |   |         |           |
| China                           | – | Kamerun | 1:0 (1:0) |
| Fr.., 26. Juni 2015, in Ottawa  |   |         |           |
| China                           | – | USA     | 0:1 (0:0) |

## Auszeichnungen
Tang Jiali wurde für den Preis als beste junge Spielerin nominiert.